# Музеј угљарства
Музеј угљарства је технички музеј, настао 1980. године у Сењском Руднику, насељеном месту на територији општине Деспотовац, адаптацијом зграде старог централног магацина Сењског рудника. Приказује предмете и историју Сењског рудника. Изложени предмети датирају од антике до данашњих дана.
Музеј угљарства је саставни део Јавног предузеће за подземну експлоатацију угља „Рембас” Ресавица.

## Поставка
Стална поставка Музеја састављена је од збирки античког и средњовековног копачког алата, рударских лампи, мерних јамских инструмента, алата за рударско бушење, макета и модела, рударских машина за откопавање угља, простог ручног копачког алата, рударских униформи и костима, ордења и медаља, буради за воду, рударско-геолошких карти, фотографија, архивске грађе, уметничких дела и етнолошке збирке.
Од 2005. године саставни део музејске поставке чини и рударски лифт односно парна машина за превоз људи и материјала. Ова парна машина је конструисана 1872. године у фабрици „Јозеф Кереши” у Грацу у Аустрији. Од 1874. године је радила у руднику Врдник, а после продора воде и потапања те јаме 1922. године, машина је пренесена у Сењски Рудник, где и данас ради. Карактеристика ове машине је у томе што она као покретачку снагу користи водену пару, а централна осовина садржи дрвене зупце. Ова парна машина је једина тог типа у Европи која је перманентно у функцији и спушта рударе на дубину од 150 метара.
Сталне поставке Музеја су:
- Зграда старог магацина адаптирана је 1980. године и од тада се користи као изложбени простор Музеја угљарства, који презентује предмете и историју Сењског Рудника и осталих рудника угља са подземном експлоатацијом који се налазе у саставу ЈП ПЕУ Ресавица. Изложени предмети датирају од антике до данашњих дана.

- Машинска радионица саграђена је 1922. године за потребе рудника. Данас представља занимљив и живописан део музејског комплекса Музеја угљарства. Свака од четири просторије машинске радионице представља једну интересантну поставку из живота рудара.

У првој просторији је представљен друштвени живот рудара између два светска рата. Године 1930. у Сењском Руднику основано је Соколско друштво у оквиру кога су осниване различите секције почевши од више спортских клубова, преко музичких и глумачких секција, до актива жена и других удружења. Изложбу аутентичних фотографија које приказују тај сегмент из живота рудара можете погледати у некадашњој столарској радионици.
Друга просторија, некадашњи приручни магацин, данас осликава домаћинство рудара из прве половине 20. века. Ту се може видети како и чиме су рударске куће биле опремљене, као и један мали део поставке који нас враћа у прву основну школу Сењског Рудника која је основана давне 1896. године.
Просторију машинске радионице данас је заменила поставка који носи назив „Жене у рудницима угља некад и сад”. Ова поставка с разлогом носи епитет најдирљивије поставке у музеју. Поставка која би још могла да носи и назив „рударске сузе, крв и зној из ока женског бића” нас води од краја 19. века, од једне тихе домаћице, супруге и мајке, до данашње модерне жене, жене рудара која раме уз раме са мушкарцима зарађује свој хлеб са седам кора дубоко у утроби земље.
Последња, али не најмање важна просторија машинске радионице је стара ковачница са две оригиналне ковачке ватре које су и данас у функцији. Поставка у потпуности реконструише некадашњи изглед ковачнице и посетиоце упознаје са начином рада најбољих мајстора ковача који су свој занат пекли баш у овој радионици.
- Александров поткоп и
- Парна машина је својеврсни рударски лифт за превоз људи и материјала јаме Сењски Рудник. Ова парна машина је конструисана 1872. године у фабрици Јозеф Кереши у Грацу у Аустрији. Од 1874. године је радила у руднику Врдник а после продора воде и потапања те јаме 1922. године она је пренесена у Сењски Рудник где је намонтирана и где и данас ради. Карактеристика ове машине је у томе што она као покретачку снагу користи водену пару а централна осовина садржи дрвене зупце који се праве у машинској радионици у самом Сењском Руднику од сувог грабовог дрвета. Ова парна машина је једина тог типа у Европи која је перманентно у функцији до данашњег дана апсолутно је сигурна и безбедна за превоз радника и може да ради без обзира имало електричне енергије или немало тако да рудари у сваком тренутку могу потпуно безбедно да иду у јаму и да из ње изађу. Овај рударски лифт спушта рударе на дубину од 150 метара.